# مقاطعات جزر فوكلاند
مقاطعات جزر فوكلاند هي حكومة دستوريَّة تولَّت إدارة المقاطعات البريطانية في القارة القطبية الجنوبية والجزر المُحيطة بها منذ عام 1843 وحتى 1985.
سُنَّت ترتيبات تأسيس هذه المقاطعة للمرة الأولى ببراءة تمليك بريطانية في سنة 1843، تم تحديثها لاحقاً في أعوام 1876 و1892 و1908 و1917 و1962. ولأسباب إجرائية كانت تعمل بريطانيا على إدارة المقاطعات عبر جهة وسيطة، هي حكومة جزر فوكلاند. إلا أنَّ مقاطعات جزر فوكلاند كانت مقاطعة قائمةً بحدّ ذاتها، ومنفصلة عن جزر فوكلاند على الصَّعيدين الاقتصادي والسياسي.
اختلفت الصورة الإقليمية لمقاطعات جزر فوكلاند بمرور الزَّمن مع استيلاء بريطانيا على أماكن جديدة حولها واستثمارها اقتصادياً على مدى فترة طويلة، بدءاً من جزيرة جورجيا الجنوبية وجزر ساندويتش الجنوبية سنة 1775. ونتيجة لاعتراضات حكومة النرويج المتكرِّرة بين سنتي 1905 و1907، أعلنت بريطانيا أن جميع هذه الأقاليم (الواقعة بين خطي طول 30 و80ْ غرباً) هي اكتشافات بريطانية وحق لبريطانيا، بل ولقد أصدرت في سنة 1908 براءة تمليك تُوسِّع أملاك المملكة المتحدة في المنطقة لتشمل جزر ساندوتش ومقاطعة على القارة القطبية الجنوبية تدعى أرض غراهام، وتأسَّست لهذه المقاطعات إدارة مستقلَّة سنة 1909 تتمركز في جزيرة جورجيا الجنوبية.
بحسب براءة التمليك التي أصدرتها بريطانيا سنة 1908، كانت مقاطعات فوكلاند تتضمَّن: "مجموعات الجزر المعروفة بجورجيا الجنوبية، والأوركنيز الجنوبية، وشتلاندز الجنوبية، وجزر ساندوتش، والمقاطعة المعروفة بأرض غراهام الواقعة جنوب المحيط الأطلسي جنوب دائرة العرض الـ50 الجنوبية، وهي أماكن واقعة بين خطي طول 20 و80 درجة غرباً". تم تعديل نص براءة التمليك في سنة 1917، لتصبح شاملةً "مبدأ الدائرة" المستعمل في المنطقة القطبية الشمالية، وبالتالي توسَّعت مساحة المقاطعات لتتضمَّن "جميع الجزر والمناطق الواقعة بين خطي طول 20 و50 درجة غرباً وجنوب دائرة عرض 50 درجة جنوباً، إضافةً إلى جميع الجزر والمناطق الواقعة خطي طول 50 و80 درجة غرباً وجنوب دائرة عرض 50 درجة جنوباً، وبهذا أصبحت المقاطعات تشمل أجزاءً من القارة القطبية الجنوبية.
أدى النظام القانوني الدولي الجديد الذي تم الاتفاق على فرضه في القارة القطبية (وفقاً لمعاهدة القارة القطبية سنة 1961) إلى حث بريطانيا على فصل مقاطعتها في القارة الجنوبية - التي تأثَّرت بالمعاهدة - عن باقي المقاطعات، حيث أصبح من الصَّعب معاملة جميع هذه المقاطعات على نفس الأسس السياسيَّة والقانونية. وقد فعلت بريطانيا ذلك بإصدار تشريع في سنة 1962 انتهى بتأسيس المقاطعة البريطانية بالقارة القطبية الجنوبية، وبذلك لم تعد مقاطعات جزر فوكلاند تشمل إلا الجزر المحيطة بالقارة المتجمِّدة. في آخر الأمر، تقرَّر في سنة 1985 تحويل المقاطعات إلى إقليم ما وراء البحار المعروف بجورجيا الجنوبية وجزر ساندوتش.